# Markus Matzerath
Markus Matzerath (* 3. Dezember 1970 in Erkelenz) ist ein deutscher Politiker (AfD). Er zog über Listenplatz 14 der AfD Nordrhein-Westfalen in den 21. Deutschen Bundestag ein.

## Leben
Nach Matzeraths Realschulabschluss 1986 machte er von 1986 bis 1989 eine Ausbildung zum Bergmechaniker. Hierauf folgte von 1989 bis 1992 eine Ausbildung im mittleren Polizeivollzugsdienst.

### Politik
2013 trat Matzerath in die AfD ein und wurde in diesem Jahr auch stellvertretender Kreissprecher. Seit 2014 ist er Mitglied im Stadtrat Alsdorf. 
Von 2016 bis 2024 war er Leiter des LFA Innere Sicherheit, Justiz, Demokratie und Recht, seit 2018 ist er Vorstandsmitglied im Verein für Kommunalpolitik NRW, seit 2020 auch Fraktionsvorsitzender Stadtrat Alsdorf und seit 2020 Mitglied des Städteregionstages.
Im November 2018 kandidierte Matzerath bei der Wahl zum Städteregionsrat, bei der er 6,84 % der Stimmen auf sich vereinigte.